# 田澤昌孝

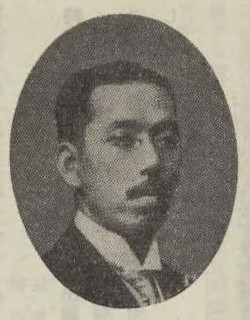
田澤昌孝

田澤 昌孝（たざわ まさたか、1873年10月7日 - 1942年6月30日）は、日本の発明家。
1891年（明治24年）に慶應義塾大学を卒業した後、海軍省技監の若山鑛吉につき造船および造機学を修得した。その後、芝浦製作所に入所し各種の機械製作に従事した。1909年（明治42年）に下記特許を取得し、翌年に電業社水車製造所を創立し、大型水車の製造を行った。
1919年（大正8年）に帝国発明協会の全国発明表彰により、有功賞が授与されている。
海軍軍人の向山均の弟である坦を養子に迎えている。

## 特許
- 特許第17021号 沿軸並流水車